# 入野自由
入野 自由  （日语：／ Irino Miyu，1988年2月19日—）是日本的男性演員、聲優、歌手，出生於東京都，明治學院大學經濟學部經營學科畢業。1992年加入向日葵劇團舞台劇演員出道，1995年聲優出道。2006年退出向日葵劇團，移籍經紀公司junction。2009年歌手出道，所屬唱片公司為Kiramune。2025年退出Kiramnue，移籍日本哥倫比亞唱片公司。

## 經歷
- 小時候和父母一起觀賞四季劇團的舞臺劇，因為看得非常專心，被父母認為對舞臺劇有興趣，1992年4歲時加入向日葵劇團作為演員出道，首次出演為1995年的音樂劇《スクルージ～クリスマス・キャロル （页面存档备份，存于）》。
- 1995年作為聲優出道，参加TV版動畫《逮捕令》的配音工作。2001年，年僅13歲通過試音在《神隱少女》中擔任白龍的聲優，乾淨透明的嗓音已博得不少人的好感。2003年在《天使怪盗》中擔綱主角丹羽大助，清亮而未經雕琢的嗓音更加引人注目。在《翼·年代记》中擔任小狼的聲優，使得人氣更高。在PS2遊戲《王國之心》擔綱主角索拉，表現十分出色。
- 2009年加入Kiramune，6月24日發行迷你專輯《Soleil》作為歌手出道，應援色為紅色。在鈴村健一和岩田光央的組合CONNECT期停止演藝活動後成為Kiramume資歷最深的人。
- 2011年12月4日參加LisAni! LIVE 2011，在日本武道館演唱 ｢Zero｣。
- 2015年5月14日上朝日電視台音樂談話節目 ｢BREAK OUT｣。2016年12月8日再度上該節目。
- 2016年4月30日參加渡邊直美主持的NHK音樂節目 ｢NAOMIの部屋｣ ，演唱 ｢嘘と未来と｣。
- 2016年客串出演富士電視台8月1日播出的月九劇《有喜歡的人》第四集，為人氣聲優首次出演富士台月九劇，預告片反響空前，在推特上成為熱搜話題。2019年3月客串出演福島中央電視台播出的電視劇《絕景偵探》, 以本人身分登場。
- 2016年11月30日宣布將暫時休業出國，引起各界轟動，消息迅速登上各大熱搜排行榜。2017年1月起，到海外留學旅行，[4]於下半年回歸。
  - 堅持圓了海外留學的夢想。認為如果一直帶著一定要收穫什麼的心情的話會很累，所以只是去各國體會和感受事物，和各種人相遇，讓視野更開闊。期間有在朋友家過夜，結交新朋友，還和最喜歡的前輩一起旅行，聽到許多受益匪淺的話。海外旅行的其中一個目的就是看歐洲各國表演，雖然聽不大懂但仍覺得很有趣。
  - 在歐洲旅行期間去了英國、法國、德國、荷蘭、瑞士、匈牙利、義大利、西班牙等國，寄宿家庭在英國貝里聖埃德蒙茲(Bury St Edmunds)和倫敦近郊。
- 2017年受邀參加美國LA漫展「Anime Expo 2017」當嘉賓，首次以個人名義在海外公開亮相，7月3日在個人座談會上分享自己配過的眾多知名角色，7月4日在亡國的阿基德座談會上和美國的配音員討論作品，兩日皆舉辦簽名會。[5]
- 2018年9月5日與跟日本許多名演員合作過的服裝品牌KANGOL REWARD共同設計原創帽T，期間限定販售，至10月12日止，為該品牌首次與聲優合作。2019年5月21日再次與該品牌合作, 設計半袖襯衫, 販售至6月25日止。2020年11月6日為第三次合作，設計寬袖帽T，販售至12月25日止。
- 2018年9月22日以王國之心3主角聲優身分參加東京電玩展(TOKYO GAME SHOW 2018)。
- 2018年6月出演的舞台劇『銀河鉄道999』〜GALAXY OPERA〜與中川晃教一同獲得2018年音樂劇獎項(All Aboutミュージカル・アワード)最佳合作獎(ベスト・フレンズ賞)。[6]
- 「ANiUTa AWARD 2019」男性聲優歌手部門獲獎。[7]
- COUNT DOWN TV 2016與2019分別得到男性聲優歌手第八與第二名。
- 2019年6月24日Kiramune歌手出道滿十週年，6月26日發售MV合集「NOW & FOREVER」，收錄出道以來的12支MV。
- 2021年9月3日所屬事務所官網宣布入野結婚的消息，妻子身分未公布。
- 2024年宣布退出Kiramune，2025年2月宣布加入日本哥倫比亞唱片公司。

## 人物
- 母親曾為手語相關工作者。為家中獨生子，希望擁有妹妹或弟弟。業界流傳父親是冒險家，但被本人否認。
- 擅長的科目是音樂和體育，不擅長的是數學。會的樂器是木吉他、電吉他、鋼琴和烏克麗麗，會在個人演唱會或活動上演奏。喜歡的運動是足球和籃球，下雨天也會繼續踢足球。小學參加管弦樂團，學過爵士鼓、小號、三味線、長笛、木琴、鐵琴、小太鼓、沙鈴和鋼琴，國中參加足球社。
- 高中就讀明治學院高中，高一獲得全勤，雖然沒有參加社團，但積極參與學校活動，曾擔任體育祭籌備委員。大學就讀明治學院大學，修經濟學和管理學，在三年內取得畢業所需學分，並考取簿記資格，還參加足球社。學生時代以學業為重，直到大四才以工作為主，回顧在明治學院的7年時光，「要兼顧學業及演藝活動雖然很辛苦，但大學生活全都是有意義的。」認為凡事拚盡全力是件很棒的事，給在校生的建議是「凡事都應認真對待，盡全力玩耍，並盡全力學習。一旦做出決定，就要有始有終。雖然一定會有艱辛的挑戰，但也要從中找出樂趣。」
- 養了兩隻聰明可愛、不喜歡狗食喜歡吃人吃的飯的蝴蝶犬「ソラ」和「セドリック」，感覺能和自家的狗對話。
- 曾幫自己算命的占卜師表示他會「一生少年」，本人並不否認，並高興地說「大概未來我還是個孩子吧！」。
- 特技是倒立、雜技及踢踏舞，在多部舞臺劇中展現過踢踏舞技。不擅長繞口令，但常被鈴村健一在廣播節目上要求講。
- 自認不擅長應付電視節目，面對鏡頭容易緊張，覺得能在鏡頭面前讓氣氛高漲起來的人很厲害。
- 鋼彈00之後為了增強體力開始健身健身，做了循環訓練以鍛鍊心肺，會跟宮野真守確認鍛鍊狀況。雖然不是注重於壯大體格的人，但也會重視肌肉訓練，還會短跑和蹦床。宮野曾說 「演技是無形的，但肌肉是摸得著的努力的證據」，入野回應 「肌肉是不會背叛的！」 成為業界名言。
- 曾表示對稱謂不是那麼在乎。「遇到可以前進的方向時，我會毫不猶豫丟掉稱謂；但如果『稱謂』能幫助我前進，那我會拾回來。」認為都是表演工作，所以聲優也配，演員也演，歌手也唱，若不是同時擁有這三個身份，就不會構成現在的「入野自由」。
- 比起描繪巨大的夢想，更專注於一步一步向前邁進。
- 有忘東忘西的小毛病，想努力根治但似乎是沒有辦法實現的夢。
- 吃飯時容易把米飯掉落在奇怪的地方，例如頭髮上。
- 容易進入自己的世界，對沒興趣的話題常常跑神，在見面會上也容易這樣。
- 把Bruno Mars當作英雄，留學期間在荷蘭參加過他的演唱會，還站在最前排。
- 最愛吃的地方名產是香川縣高松市的烏龍麵。喜歡的水果是西瓜和芒果。喜歡的中華料理是韭菜炒豬肝。拿手菜是玉子燒。
- 推薦的電影是羅馬假期。會和家人在全暗的房間一起看驚悚片。
- 喜歡戴帽子，擁有十幾頂帽子。偏愛的造型是寬鬆的衣服。
- 對香味很敏銳，常用香氛蠟燭來放鬆，對這點自嘲「女子力偏高」。特別喜歡德國柏林的Hotel AMANO賣的香氛蠟燭。小野大輔曾在廣播節目上說他「很好聞」。
- 嗜好為旅行和攝影。每年都盡量抽空去國外，光是2016年就出國三次。曾在九州開著車獨自進行十日遊。四十歲以前想實現的夢想是出自己的攝影集。
- 對學習語言有興趣。學生時代學過四年法文，甚至曾考慮讀法國文學，但現在幾乎都忘了。在自己的廣播節目上有學習西班牙文的環節。有空便會自修英文(使用過English Grammar in Use當參考書)，到現在仍與在英國留學時認識的朋友保持聯絡，決定個人專輯和演唱會的標題時會和外國朋友討論。
- 基於害怕鏡頭也害怕失敗，並且注重只有在現場才能體會的感受，巡迴演唱會或線上演唱會從來不被收錄成DVD或BD，只有2011年生日演唱會的摘錄影像被收錄於EPAdvance中。

## 人際關係
- 進行《天使怪盗》配音時只是個15歲的少年，被一同演出的前輩們疼愛，共演的淺野真澄也對他連呼「かわいい」。
- 草尾毅屢次稱讚他為「天才」，雖然常揶揄他的趣事，但當他學校成績退步時，也受到草尾的鼓勵。
- 和宮野真守在1995年共演《コルチャック先生》相識。
  - 1995年共演電視劇3年B班金八老師第四季。
  - 2010年3月15～25日共演舞台劇《Garnet Opera》。
  - 2014年共演舞台劇《最高はひとつじゃない2014》。
  - 2010年10月16日到訪台灣，與宮野及導演水島精二一同出席《機動戰士鋼彈00劇場版-A wakening of the Trailblazer-》電影宣傳見面會。
  - 宮野曾提到印象中入野都是配王道漫畫主人公的角色，很羨慕他擁有絕對閃閃發亮的主角光環。在訪談中也曾稱讚他一旦做了決定，決心就很強大，會很快付諸行動，並表示自己身邊有個正在走自己無法前進的道路的人，而且不斷進行自我提升，令自己相當憧憬。
- 與神谷浩史曾同屬Kiramune。
  - 2010年5月11日和神谷組成「KAmiYU」，11月6日發行單曲《心の扉》出道。開過4次演唱會「"KAmiYU in Wonderland" Talk and Live Event」，其中「KAmiYU in Wonderland 4」第二日進行全國電影院直播。目前已發售2張單曲「my Proud, my Play!」「REASON」和3張專輯「link-up」「Road to Wonderland」「Happy-Go-Lucky」。其中「Happy-Go-Lucky」發售首日為ORICON公信榜專輯部分第五名，首週為第六名。
  - 2019年8月31日TEN香川公演上邀請神谷浩史當神秘嘉賓，為神谷演唱的mille crepe、バジル彈吉他當伴奏。
  - 兩人為相差13歲的好友，神谷常送入野衣服並請他吃飯，但也會對他進行各種惡作劇。對神谷的評價為「對喜歡的女生惡作劇的小學生」、「他太喜歡我了」。
- 和內山昂輝感情很好，兩人曾一起去九州溫泉旅行(入野開車)。
- 和鈴村健一同屬Kiramune。
  - 兩人初次見面時，入野還是國一生，過了幾年才在廣播節目合作。
  - 在阿松「えいがのおそ松さん 劇場公開記念特番 鈴村健一&入野自由のおフランスに行くザンス!」中與鈴村去法國巴黎為電影進行宣傳活動。
- 和江口拓也曾同屬Kiramune。感情很好，常一起去吃飯。江口曾送他非常昂貴的銀手環當生日禮物，一直被他珍惜著。
- 和吉野裕行曾同屬Kiramune。
  - 在《鋼彈00》和吉野初次共演，但在工作外兩人已是五人制足球隊的隊友。
  - 2018年8月4日擔任吉野裕行Live Tour 2018“情熱アンソロジー”大阪公演特別嘉賓，演唱「FREEDOM」，兩人合唱「Crazy Love」。
- 兩度參演日本動畫導演新海誠編導的動畫電影，在《追逐繁星的孩子》分飾兩位兄弟男主角瞬與心[8]，《言葉之庭》中擔任男主角秋月孝雄的聲演人員[9][10] 。

## 音樂活動
| 名稱             | 發行時間   | 收錄曲數 | ORICON公信榜最高排名                                                                |
| ---------------- | ---------- | -------- | ----------------------------------------------------------------------------------- |
| Soleil           | 2009.06.24 | 6        |                                                                                     |
| Faith            | 2009.11.25 | 3        |                                                                                     |
| JUMP             | 2010.04.21 | 3        |                                                                                     |
| vivid            | 2010.10.20 | 12       |                                                                                     |
| Advance          | 2011.11.09 | 7        |                                                                                     |
| cocoro           | 2012.08.08 | 6        |                                                                                     |
| E=mc²            | 2014.02.19 | 6        | 日榜第 10 名，週榜第 17 名                                                          |
| 僕の見つけたもの | 2015.05.08 | 6        | 日榜第 1 名，週榜第 8 名                                                            |
| 嘘と未来と       | 2016.04.06 | 3        |                                                                                     |
| DARE TO DREAM    | 2016.11.30 | 12       | 日榜第 1 名，週榜第 13 名                                                           |
| FREEDOM          | 2018.06.20 | 3        | 日榜第 12 名，週榜第 15 名                                                          |
| Live Your Dream  | 2019.03.20 | 6        | 日榜第 8 名，週榜第 12 名 ※animelo mix iPhone和Android專輯榜2019年間排行均為第 1 名 |
| Life is...       | 2020.11.04 | 13       | 日榜第 12 名，週榜第 18 名 ※iTunes專輯榜日榜第 2 名                                 |

| 標題                                               | 時間                           | 地點 |
| -------------------------------------------------- | ------------------------------ | --- |
| 入野自由 Birthday Live                             | 2011年2月19日                  | 原宿ASTRO HALL（東京） |
| 入野自由 Live Tour 2015 "見果てぬ世界、繋がる想い" | 2015年6月24日～7月26日         | 5會場5公演 - 6月24日 新潟LOTS（新潟） - 6月28日 Zepp Namba（大阪） - 7月5日 豊洲PIT（東京） - 7月12日 Zepp Nagoya（愛知） - 7月26日 DRUM LOGOS（福岡） |
| 入野自由 Live Tour 2017 "Enter the New World"      | 2017年1月7日～12日             | 2會場3公演 - 1月7日 大阪府立國際會議場（大阪） - 1月11日・12日 舞濱圓形劇場（千葉） |
| 入野自由 Live Tour 2019 "TEN"                      | 2019年8月3日～9月6日           | 8會場9公演 - 8月3日 Diamond Hall ( 愛知 ) - 8月5日・9月6日 新木場STUDIO COAST ( 東京 ) - 8月11日 Namba Hatch ( 大阪 ) - 8月18日 DRUM LOGOS ( 福岡 ) - 8月24日 PENNY LANE 24 ( 北海道 ) - 8月25日 Rensa ( 宮城 ) - 8月31日 高松Olive Hall ( 香川 ) - 9月1日 CLUB QUATTRO ( 廣島 ) |
| UUU Mini Live                                      | 2020年6月24日～6月30日(非直播) | (線上) |
| 入野自由 Online Live 2021 "True to me"             | 2021年4月18日～4月24日(非直播) | (線上) |

## 聲優活動
粗體字為主要角色

### 電視動畫
1995年
- 逮捕令（阿翔）

2001年
- PaRappa the Rapper(パラッパラッパー)（パラッパ）

2003年
- 魁！！天兵高校（城戶治）
- 天使怪盜（丹羽大助）
- 狼雨（哈斯）

2004年
- 次元艦隊（洋介少年）
- 蒼穹之戰神（春日井甲洋）
- 風人物語（潤）

2005年
- 光速蒙面俠21（小早川瀨那）
- TSUBASA翼（小狼）

2006年
- 冬季花園（仙波拓郎）
- 飛輪少年（鵺）
- 光之美少女Splash Star（宮迫學）
- TSUBASA翼 第二季（小狼）
- 驅魔少年（那雷因）

2007年
- Yes! 光之美少女5（果果）
- 機動戰士GUNDAM 00（沙慈．克洛斯羅德）
- 黑之契約者（黑(小時候)）
- ONE PIECE（吉諾）

2008年
- Yes! 光之美少女5GoGo（果果）
- 機動戰士GUNDAM 00 第二季（沙慈．克洛斯羅德）
- 黑塚（久遠）
- 屍姬 赫（高遠）
- 鐵腕女警DECODE（千川勉）
- 新‧安琪莉可 Abyss（艾倫弗利德）
- 新‧安琪莉可 Abyss -Second Age-（艾倫弗利德）

2009年
- 07-GHOST 神幻拍檔（修里・歐克）
- 鐵腕女警 DECODE:02（千川勉）
- 初戀限定。（財津衛）
- 幻靈鎮魂曲（Zwei〈吾妻玲二〉）
- 戰鬥司書系列（克里歐・東尼斯）
- 四葉遊戲（樹多村光）
- 天國少女（沙利・哈菲斯）
- 金屬對決 戰鬥陀螺（大鳥翼）
- 空中鞦韆（津田雄太）
- 料理偶像（安野新）
- 楚楚可憐超能少女組（火野掛）

2010年
- 戰鬥陀螺 鋼鐵奇兵 爆（大鳥翼）
- 大神與七位夥伴（森野亮士）
- 女僕咖啡廳（真田廣章）
- 傳說的勇者的傳說（費歐爾・福克爾）
- 王牌投手 振臂高揮〜夏季大會篇〜（川島公）
- 元氣媽媽（青年）

2011年
- 電波女&青春男（丹羽真）
- 遊戲王ZEXAL（阿斯特拉爾、№96 ブラックミスト）
- 未聞花名（宿海仁太〈小仁〉）
- Sacred Seven（鏡誠）
- 少年同盟（橘千鶴）
- UN-GO（速水星玄）
- 爆旋陀螺 鋼鐵戰魂 4D（大鳥翼）
- 最後流亡-銀翼的飛夢-（尼可羅）

2012年
- 男子高中生的日常（忠邦、豊川）
- 火影忍者疾風傳（波風水門(小時候)、櫓(第四代水影)）
- 少年同盟 第二季（橘千鶴）
- 釣球（春）
- 謎樣女友X（椿明）
- Fate/Zero（衛宮切嗣(小時候)）
- 冰菓[[[Wikipedia:格式手册/链接#章節|錨點失效]]]（杉村二郎）
- 爆旋陀螺 鋼鐵戰魂 ZERO G（大鳥翼）
- 遊戲王ZEXALII（阿斯特拉爾）
- 寵物小精靈超級願望（正臣）
- 白熊咖啡廳（水豚小子）

2013年
- Q弟偵探因幡（野崎圭）
- 花牌情緣 第二季（筑波秋博）
- 黑色嘉年華（夜鷹）
- 物語系列 第二季：貓物語(白) 第4集（耶皮索多）

2014年
- 諸神的惡作劇（阿波羅・阿加納・韋萊亞）
- 地球隊長（真夏大地）
- 排球少年！！（菅原孝支）

2015年
- 終結的熾天使（百夜優一郎）
- 蒼穹之戰神 EXODUS（春日井甲洋）
- 物語系列 最終季：終物語 第一季（耶皮索多）
- 排球少年！！第二季（菅原孝支）
- 阿松（椴松、門松、トド子、トド美、トティ美、[超能貓以外的貓]）
- 終結的熾天使 第二季 名古屋決戰篇（百夜優一郎）

2016年
- 溫暖的印記（[各集男主角]）[11]
- 路人超能100（影山律）
- 排球少年！！第三季 烏野高中VS白鳥澤學園高中（菅原孝支）

2017年
- 阿松（第2期）（椴松）

2018年
- 沒有心跳的少女 BEATLESS 第24集（希金斯）
- 藍海少女！～Advance～ 第8, 9集（彼得）
- 深夜！天才傻鵬（傻鵬）
- 強風吹拂（柏崎茜〈王子〉）

2019年
- 路人超能100 II（影山律）
- 深夜的超自然公務員（姬塚聖央）
- 凱洛與塔斯黛（羅迪）
- 文豪Stray Dogs 第三季 第6集（業）
- Trolls (トロールズ) 第30集（シスル）
- BAKUMATSU Crisis 第10集（世阿彌）
- 花牌情緣 第三季（筑波秋博）
- 一弦定音 第二季 第9～13集（山本大心）

2020年
- 織田肉桂信長（松鼠〈明智光秀〉）- 「入栗鼠自由」名義
- 排球少年 第四季 TO THE TOP（菅原孝支）
- 阿松（第3期）（椴松）

2021年
- RE-MAIN（一之瀨浩）
- 白金終局（架橋明日）

2022年
- 平家物語（平維盛）
- 數碼寶貝幽靈遊戲（熊仔獸）
- 幽零幻鏡（芬恩）
- 路人超能100 III（影山律）

2023年
- 能幹貓今天也憂鬱（店長[12]、前男友）
- 希望之力～成年光之美少女'23～（果果[13]）

2024年
- 福星小子（因幡[14]）
- 四處貼上吧！小狗（犬始さら敏[15]）
- 烏鴉不擇主（若宮[16]）
- 金剛戰神U（狄克·弗瑞德[17]）
- 愛犬訊號（林溫之）
- ONE PIECE（薩波〈第2代〉[18]）

2025年
- 青之驅魔師 終夜篇（里克·林肯[19]）
- CITY THE ANIMATION（真壁立涌[20]）
- 阿松（第4期）（椴松[21]）
- 數碼寶貝BEATBREAK（天馬トモロウ[22]）

### OVA、OAD
2007年
- TSUBASA翼 TOKYO REVELATIONS（小狼）

2009年
- TSUBASA翼 春雷纪（小狼）
- xxxHOLiC 春夢記 （小狼）
- 文學少女 今日的點心～初戀～ （井上心葉）
- 初戀限定。 限定少女。（財津衛）

2010年
- 文學少女 回憶篇（井上心葉）
- 飛輪少年 黑翼與沉睡森林 -Break on the sky- （美鞍葛馬）
- 怪物王女 （日和見日郎）
  - 暗闇王女
  - 特急王女
  - 孤島王女

2015年
- 排球少年！！列夫登場！（菅原孝支）
- 英雄公司（天野·銀河）

2016年
- 終結的熾天使 吸血鬼沙哈爾（百夜優一郎）
- 排球少年！！VS不及格（菅原孝支）

2017年
- 排球少年！！特集！賭在春高排球上的青春（菅原孝支）

2019年
- 路人超能100 第一回靈能相談所員工旅遊～填滿內心的療癒之旅～（影山律）
- 深夜的超自然公務員 鬼打牆與他與我（姬塚聖央）
- 深夜的超自然公務員 孤獨的吸血鬼（姬塚聖央）
- 深夜的超自然公務員 盛開的櫻花林下（姬塚聖央）

### 動畫電影
2001年
- 神隱少女（白龍）

2005年
- TSUBASA翼 鳥籠國的公主（小狼）
- 劇場版×××HOLiC 仲夏夜之夢（小狼）

2007年
- Yes! 光之美少女5 鏡之國的奇蹟大冒險!（果果）

2008年
- Yes! 光之美少女5GoGo! 甜點王國的生日聚會!（果果）

2009年
- 光之美少女 All Stars DX 大家都是朋友☆奇蹟的全員大集合！（果果）

2010年
- 光之美少女 All Stars DX2 希望之光☆守護彩虹寶石！（果果、宮迫學）
- 文學少女 劇場版（井上心葉）
- 爆旋陀螺‧鋼鐵戰魂大電影（大鳥翼）
- 劇場版 機動戰士GUNDAM00 -A wakening of the Trailblazer-（沙慈．克洛斯羅德）

2011年
- 光之美少女 All Stars DX3 傳達到未來！連結世界☆彩虹之花！（果果、宮迫學）
- 追逐繁星的孩子（瞬、心）
- 永久之久遠（千場高雄）
- 網球王子劇場版 決戰英國網球城（彼得）
- UN-GO episode:0 因果論（速水星玄）

2012年
- Sacred Seven─銀月之翼─（鏡誠）
- Code Geass 亡國的阿基德 第一章（日向阿基德）

2013年
- 言葉之庭（秋月孝雄）
- 劇場版 我們仍未知道那天所看見的花名。（宿海仁太〈小仁〉）
- Code Geass 亡國的阿基德 第二章（日向阿基德）
- 魯邦三世VS名偵探柯南 THE MOVIE 第二章（艾米利歐．巴瑞帝）

2015年
- Code Geass 亡國的阿基德 第三章（日向阿基德）
- Code Geass 亡國的阿基德 第四章（日向阿基德）
- 百日紅（吉彌）
- 排球少年！！結束與開始（菅原孝支）
- 排球少年！！勝利者與失敗者（菅原孝支）

2016年
- Code Geass 亡國的阿基德 第五章（日向阿基德）
- 電影 聲之形（石田將也）
- 傷物語II 熱血篇（艾比所特）

2018年
- 道別的早晨就用約定之花點綴吧（艾瑞爾）

2019年
- 阿松 劇場版  (椴松）

2020年
- 偶動畫電影 ごん (Gon, the Little Fox)（兵十）[23]

2021年
- 神在月的孩子（夜叉）

2022年
- 龙珠超 超级英雄（海德博士）
- 阿松～希皮波族與閃耀果實～（椴松）

2023年
- 阿松～靈魂的章魚燒派對與傳說的夜宿活動～（椴松）
- 北極百貨的秋乃小姐（日本狼[24]）

2024年
- 傷物語 -曆·吸血鬼-（艾比所特[25]）
- 劇場版 排球少年！！ 垃圾場的決戰（菅原孝支[26]）
- DEAD DEAD DEMON'S DEDEDEDE DESTRUCTION 惡魔的破壞（大葉圭太[27]）
- 劇場版物怪 唐傘（天子[28]）

2025年
- 凡爾賽玫瑰（貝魯納爾·夏特雷[29]）
- A NEW DAWN（帶刀千太郎[30]）

### 網路動畫
2012年
- 寵物小精靈 黑版2・白版2 介绍SP動畫（[主角]）

2017年
- 透過機器人與你相戀 預告（大澤健）[31]

2018年
- 公益廣告 眼鏡的魔法（光）

2019年
- 味之素廣告 鍋キューブ® [32][33][34][35]

2020年
- CV部廣告（YARIS）
- 超級七龍珠群雄（ビート(賽亞人英雄)）

### 特攝
2011年
- 假面騎士OOO（Ankh Lost(的聲音)）
- 超人力霸王外傳キラー ザ ビートスター（ジャンキラー、ジャンナイン(的聲音)）
- 超人力霸王外傳ファイト第二部（ジャンナイン(的聲音)）

### 旁白
2016年
- 日劇 有喜歡的人 介紹節目

2018年
- NHK迷你節目 Nコン2018
- NHK節目 ジブリのうた（2018年8月9日）
- NHK節目 俳句甲子園2018～僕だけの／私だけの17音（2018年9月10日）
- 池袋太陽城上映作品 星宙の未来花（2018年11月30日至2019年9月23日）

2019年
- TBS節目 世界ふしぎ発見～万葉集（2019年8月24日）

### 吹替

#### 電視劇
2012年
- 歡樂合唱團 第二季（山姆）

2013年
- 歡樂合唱團 第三季（山姆）

2014年
- 歡樂合唱團 第四季（山姆）

2015年
- 歡樂合唱團 第五季（山姆）
- 殺手信徒 第三季（馬克〈盧克〉）

2016年
- 歡樂合唱團 第六季（山姆）

#### 電影
2018年
- 以你的名字呼喚我（艾里歐）

2019年
- 美麗男孩（尼奇）

2020年
- 炎夏之夜（丹尼爾）
- 她們（西奧多）
- 雲上情歌（札克）

### 電視劇
2012年
- 勇者義彥和惡靈之鑰 第11集（皇帝(的聲音)）

2014年
- 植物男子ベランダー 多肉愛的劇場（幻玉(的聲音)）

### 遊戲
2002年
- 王國之心（索拉）

2003年
- D・N・ANGEL TV Animation Series〜紅の翼〜（丹羽大助）

2004年
- 王國之心 記憶之鏈（索拉）

2005年
- 王國之心II（索拉）
- 翼之奇幻旅程（小狼）

2007年
- 王國之心 Re:COM（索拉）
- 王國之心II FINAL MIX+（索拉）

2008年
- 新·安琪莉可 Special（艾倫弗利德）

2009年
- SD 鋼彈G 世代世紀戰役（HALO〈00〉）
- 機動戰士鋼彈：Gundam vs Gundam Next Plus（沙慈．克洛斯羅德）
- 王國之心 358/2days（索拉）
- 王國之心 coded（索拉(數據型態)）
- サイキン恋シテル？（相羽壯平）
- VitaminZ（方丈慧）
- 爆旋陀螺 鋼鐵戰魂 全力對戰陀螺盆（大鳥翼）
- 爆旋陀螺 鋼鐵戰魂 爆誕！電流天馬（大鳥翼）
- 命運之杖（埃斯特．利諾德）

2010年
- カエル畑DEつかまえて（廣瀨優希）
- カエル畑DEつかまえて ポータブル（廣瀨優希）
- カエル畑DEつかまえて・夏 千木良参戦!（廣瀨優希）
- 機動戰士高達 EXTREME VS（沙慈．克洛斯羅德）
- 王國之心 夢中降生（瓦尼塔斯、索拉）
- 王國之心 Re:coded（索拉(數據型態)）
- Happy☆Magic!（水無月白夜）
- VitaminZ Revolution（方丈慧）
- 爆旋陀螺 鋼鐵戰魂 爆神須佐之男來襲!（大鳥翼）
- 爆旋陀螺 鋼鐵戰魂 頂上決戦!大爆炸（大鳥翼）
- 爆旋陀螺鋼鐵戰魂攜帶版：超絕轉生（大鳥翼）
- 恋愛番長 命短し、恋せよ乙女! Love is Power（風紀番長）
- 命運之杖 攜帶版（埃斯特．利諾德）
- 命運之杖 ～通向未來的序言～（埃斯特．利諾德）
- 命運之杖 ～通向未來的序言～ 攜帶版（埃斯特．利諾德）
- 七龍珠英雄（ビート(賽亞人英雄)）

2011年
- SD Gundam G Generation World（沙慈．克洛斯羅德）
- カエル畑DEつかまえて・夏 千木良参戦! ぽーたぶる（廣瀨優希）
- 戰場女武神3（吉格）
- 第2次超級機器人大戰Z 破界篇（HARO）
- 最終幻想零式（Eight）
- Black Robinia（橘晃太郎）
- 遊☆戯☆王ゼアル デュエルターミナル（阿斯特拉爾）
- 命運之杖2～在時空中沉沒的默示錄～（埃斯特．利諾德）
- VitaminXtoZ（方丈慧）

2012年
- 我們仍未知道那天所看見的花的名字。（宿海仁太〈小仁〉）
- 機動戰士鋼彈極限VS. 火力全開（沙慈．克洛斯羅德）
- 王國之心 3D〔Dream Drop Distance〕（索拉、瓦尼塔斯）
- 恋は校則に縛られない!（鳴神鴻）
- 第2次超級機器人大戰Z 再世篇（沙慈．克洛斯羅德）
- 十鬼の絆〜関ヶ原奇譚〜（南雲秀）
- 百鬼夜行〜怪談ロマンス〜（椿宗次郎）
- Phantom -PHANTOM OF INFERNO-（Xbox360版）（Zwei〈吾妻玲二〉）
- 恋愛番長2 MidnightLesson!!!（風紀番長）
- 命運之杖2FD～獻給你的後記～（埃斯特．利諾德）
- 精靈寶可夢 黑2·白2（恭平）

2013年
- VitaminZ Graduation（方丈慧）
- 諸神的惡作劇（阿波羅・阿加納・韋萊亞）
- 王國之心HD 1.5 ReMIX（索拉）
- 百物語〜怪談ロマンス〜（椿宗次郎）
- 十鬼の絆〜花結綴り〜（南雲秀）
- 火影忍者疾風傳 終極風暴3（櫓(第四代水影)）
- 戰國BASARA4（山中鹿之介）

2015年
- 終結的熾天使 BLOODY BLADES（百夜優一郎）
- 終結的熾天使 命運的開端（百夜優一郎）

2016年
- 超级七龍珠英雄（ビート(賽亞人英雄)）

2019年
- 王國之心III（索拉）

2021年
- 任天堂明星大亂鬥 特別版（索拉） ※DLC角色

2022年
- 梦幻之星在线2（クッカ）

2023年
- Code Geass 反叛的魯路修 Lost Stories（2023年 - 2024年、日向アキト）
- 夢職人與無法忘懷的黑妖精（シハル[36]）

2024年
- 聖獸之王（レックス[37]）

2025年
- 火焰之纹章 英雄（エルム[38]）
- 伊瑟（煬）

## 演員活動
粗體字為主要角色

### 電影
1999年
- 超人力霸王迪卡・超人力霸王帝納＆超人力霸王蓋亞超時空大決戰（平間優）

2009年
- 時空警察ハイペリオン（一條海人）
- 黑白照片的少女（日语：モノクロームの少女）（五十嵐廣志）

### 電視劇
1995年
- 3年B班金八老師 第四季（小孩）

1996年
- 超人力霸王迪卡 第8集（小孩）
- 大河劇 秀吉（小孩）

2016年
- 有喜歡的人 第4集（安西知宏）[39]

2019年
- 絕景偵探（絶景探偵SP）（入野自由）[40][41]

2021年
- 小河劇 德川☆家康（小宮山）[42]
- 禍話（かぁなっき）[43]

### 舞臺劇、音樂劇
～2006年
- スクルージ（小孩）
- コルチャック先生（小孩）

2009年
- カラクリ雪之JOE変化（葛江順之助）

2010年
- ガーネット・オペラ（羽柴秀吉）
- 絆～少年よ大紙を抱け（米山直）

2011年
- NOISES OFF（ティム）

2012年
- 露出狂（比留）

2013年
- 屋根の上のヴァイオリン弾き（パーチック）
- 宝塚BOYS（長谷川好弥）
- 船に乗れ！（合田隼人）

2014年
- 最高はひとつじゃない（吉良）
- 今度は愛妻家（古田誠）

2015年
- タイタニック（フリート）
- HEADS UP!（佐野慎也）

2016年
- ETERNAL CHIKAMATSU（太兵衛）
- ヴィンセント・ヴァン・ゴッホ（テオ）

2017年
- 屋根の上のヴァイオリン弾き（モーテル）

2018年
- 銀河鉄道999～GALAXY OPERA～（トチロー）

2019年
- ラヴズ・レイバーズ・ロスト～恋の骨折り損～（ロンガヴィル）

2020年
- グッドバイ（清川）
- ボディガード（ストーカー）
- Gang Showman（ロバート）
- ピーター＆ザ・スターキャッチャー（ピーター）

2021年
- ブライトン･ビーチ回顧録（スタンリー）

## 其他活動
2012年
- ONE-HEART MUSICAL FESTIVAL（12月25日～2013年1月3日）

2014年
- ONE-HEART MUSICAL FESTIVAL 2014夏（8月16日～8月27日）

2016
- 朗読音楽劇「fair TRADE」（アサヒ）（1月15日～1月17日）
- フレンズ・オブ・ディズニー・コンサート（4月9日）
- 朗読劇VOICARION「女王のいた客室」（マイカ・デミドフ）（8月31日）
- 岩谷時子メモリアルコンサート（11月7日）
- ジャンクションLIVE vol.4～サンジェルマン デ プレ～（12月21日）

2018年
- フレンズ・オブ・ディズニー・コンサート（4月15日）

2020年
- 恋を読むvol.3 秒速5センチメートル（遠野貴樹） （10月21日～10月22日）

2021年
- UUU ONLINE BIRTHDAY PARTY（2月20日）
- The Song of Stars～Live Entertainment from Musical～（8月1日）

## 外部連結
- junction- 官方網站
- 入野自由 （页面存档备份，存于） - Kiramune
- @uuu_red - 個人Instagram